# Raphael Botti
Raphael Botti (Juiz de Fora, 23 februari 1981) is een Braziliaans voetballer.

## Carrière
Raphael Botti speelde tussen 2001 en 2011 voor Vasco da Gama, Jeonbuk Hyundai Motors en Vissel Kobe. Hij tekende in 2012 bij Figueirense.